# Макарон
Макаро́н (фр. macaron; /makaʁɔ̃/) — французький кондитерський виріб з яєчних білків, цукрової пудри, цукрового сиропу, меленого мигдалю і харчових барвників. Зазвичай робиться у формі двох половинок печива, між якими кладуть крем або варення. Назва походить від слова ammaccare (італ. maccarone / maccherone) — «розбити, розчавити».
Готовий виріб має бути з хрусткою та гладкою поверхнею, м'який та вологий усередині, танути в роті. Кришечки зазвичай мають однаковий смак, а ось смак усього тістечка залежить від начинки. Існує багато різноманітних смаків. Це можуть бути шоколадні, горіхові, фруктові смаки, а іноді навіть сирні, грибні або пряні.
Про походження солодощів йдуть суперечки, Larousse Gastronomique згадує його в 1791 році, інші джерела посилаються на те, що ласощі привезли італійські кухарі, приїхавши з Катериною Медічі після укладення шлюбу з Генріхом II.
В 1830-ті макарони подавали з лікером, джемом і спеціями, а в сучасному вигляді вони з'явилися в кондитерській фр. Ladurée. В цілому, рецепт різниться у різних містах Франції. Наприклад в Ам'єні з XVI століття використовуються фрукти, мигдаль і мед, а в лотаринзькому місті Нансі, за легендою, дві черниці, сестри Маргарита і Марі-Елізабет, придумали макарони, щоб перехитрити строгі монастирські дієтичні правила (за що були прозвані «сестрами Макаронів»).

## Історія
Вперше печиво 1533 року приготував шеф-кухар Катерини Медічі з нагоди її шлюбу з Герцогом Орлеанським, який 1547 року став королем Франції, відомим, як Генріх II. Термін «макарон» має спільне походження зі словом «макарони» та перекладається з італійської як «тонке тісто».
На початку XX століття «макарони» стали «двоповерховими» і набули сучасного вигляду. П'єр Дефонтен, онук відомого французького кондитера Луї Ернеста Ладуре, вирішив намастити їх шоколадною начинкою та склеїти.
З тих пір французьке печиво «макарон» набуло широкої популярності у Франції та поза її межами. Сьогодні це один з найпопулярніших видів печива в усьому світі.